# Pseudophilyra perryi
Pseudophilyra perryi is een krabbensoort uit de familie van de Leucosiidae. De wetenschappelijke naam van de soort is voor het eerst geldig gepubliceerd in 1876 door Miers.